# Nasiyanur
Nasiyanur é uma panchayat (vila) no distrito de Erode, no estado indiano de Tamil Nadu.

## Demografia
Segundo o censo de 2001,  Nasiyanur  tinha uma população de 9902 habitantes. Os indivíduos do sexo masculino constituem 51% da população e os do sexo feminino 49%. Nasiyanur tem uma taxa de literacia de 60%, superior à média nacional de 59.5%: a literacia no sexo masculino é de 71% e no sexo feminino é de 50%. Em Nasiyanur, 9% da população está abaixo dos 6 anos de idade.